# Altay

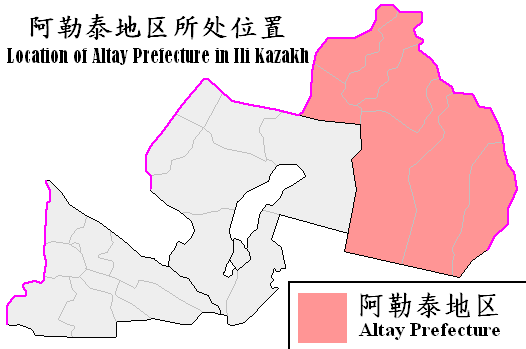
Vị trí của Altay

Địa khu Altay (A Lặc Thái, 阿勒泰地区) là một địa khu thuộc Khu tự trị dân tộc Uyghur, Cộng hòa Nhân dân Trung Hoa. Địa khu này có diện tích 117.800 ki-lô-mét vuông, dân số người 594.600 người. Thủ phủ là Altay.

## Các đơn vị hành chính
Địa khu này gồm các đơn vị cấp huyện sau:
- Thành phố cấp huyện Altay (A Lặc Thái, 阿勒泰市)
- Huyện Qinggil (Thanh Hà, 青河县)
- Huyện Jeminay (Cát Mộc Nãi, 吉木乃县)
- Huyện Phú Uẩn (富蕴县)
- Huyện Burqin (Bố Nhĩ Tân, 布尔津县)
- Huyện Phú Hải (福海县), Cáp Ba Hà (哈巴河县)